# Філева Плотва
Філева Плотва або Хвильова Плотва — річка в Луганській області, ліва притока Борової. Довжина річки 16 км, площа водозбірного басейну 87,1км², похил 3,0 м/км.
Свій витік річка бере у селі Малохатка, звідки починає текти на північний захід до села Новослобідське, звідти течія змінює напрям на захід, де до річки з лівого берегу примикають декілька струмків. Далі по течії перед селом Гузіївка на річці створено став, який називають Четвертий. Протікаючи через село з сходу на захід, Філева Плотва впадає у Борову.